# Zimán Vitályos Magda
Zimán Vitályos Magda (Gidófalva, 1942. április 5. – Temesvár, 2003. október 21.) erdélyi magyar iparművész, textilművész.

## Életútja
A marosvásárhelyi Művészeti Középiskolában tanult, majd a kolozsvári Ion Andreescu Képzőművészeti Főiskola textil szakán Bene József, Ciupené Király Sarolta, Szentimrei Judit és Ileana Balotă növendéke volt. A diploma megszerzése után első férjét, Kazinczy Gábor grafikusművészt követve Temesvárra került, ahol kezdetben a bábszínház díszlet- és jelmeztervezőjeként, majd a Garofiţa Selyemszövőgyár mintatervezőjeként dolgozott. Pár évig a Bánság Múzeuma textil-restaurátora volt, majd szabadfoglalkozású művészként falikárpitokat, kelméket, nyakkendőket szőtt, egyedi kivitelezésű ruhákat tervezett és varrt. 1990 után a Temesvári Nyugati Tudományegyetem képzőművészeti karán a textil szak tanszékvezető tanára, s átmenetileg a Tibiscus Magánegyetem design karának dékánhelyettese. A tanítványok népes csapatát vértezte fel alapos szakmai ismeretanyaggal s indította el a pályán. „Iskolát” teremtett a romániai textilművészetben. A kárpitszövés hagyományos technikái mellett nagy buzgalommal és hozzáértéssel művelte a modern textilművészet divatos eljárásait és műfajait: a tértextilt, a minitextilt, a „cérna-grafikát”, filcet, drótot, installációt, stb.
Cantata profana c. faliszőnyegét Bartók Béla szerzeménye ihlette. Előszeretettel merített témát a népművészetből, valamint a klasszikus és a kortárs irodalomból. Alkotásaiból Temesváron (1973, 1976, 1986), Kolozsváron (1983, 1991), Lugoson (1988), Nagyváradon (1991), Debrecenben (1993) és Marosvásárhelyen (1994) rendezett egyéni tárlatot. Csoportos kiállításokon Romániában Bukarestben (1971, 1973, 1980, 1981, 1982, 1983, 1984, 1985, 1986, 1987, 1994, 1995, 1997, 1998, 2000, 2002), Nagyszebenben (1980), Aradon (1989, 1995, 1999), Nagyváradon (1992), Marosvásárhelyen (1994, 1995, 1996, 1997, 2002), Kolozsvárott (1996, 1999, 2002), Resicabányán (1997, 1998), Székelyudvarhelyen (1997), míg külföldön Barcelonában (1975), Jénában (1982), Erfurtban (1982), Budapesten (1982, 1996) és Kaposváron (1996) szerepelt alkotásaival. 1968-tól kezdődően rendszeresen részt vett a Temes megyei képzőművészek évi seregszemléin, tematikus kollektív tárlatain.

## Társasági tagság
- Romániai Képzőművészek Szövetsége (1973-)
- Barabás Miklós Céh (e céhnek bánsági szervezője is, 1997-)
- Magyar Kárpitművészek Egyesülete (1998-)